# 人民广场 (罗马)

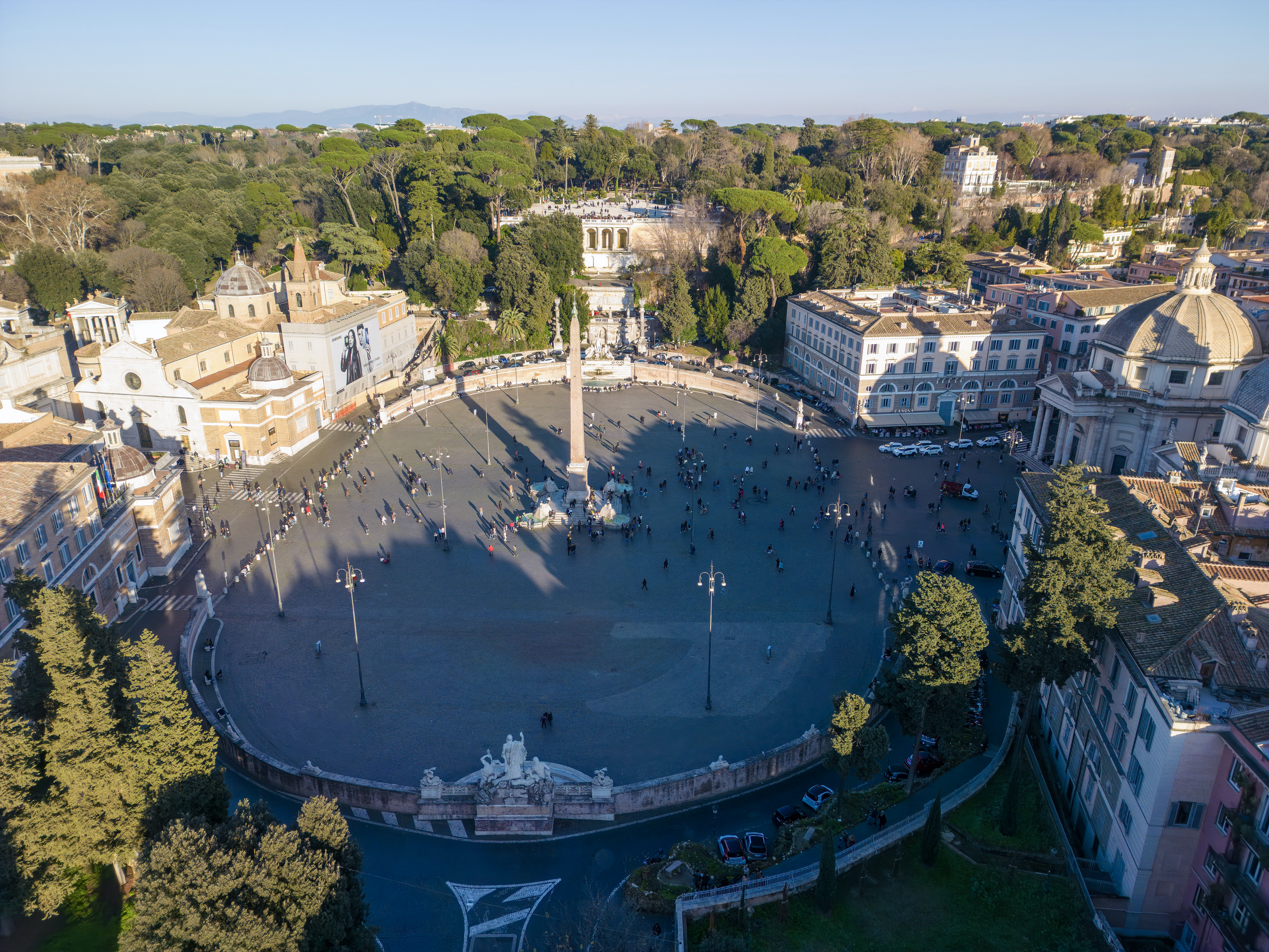
人民广场

41°54′38″N 12°28′35″E / 41.91056°N 12.47639°E
人民广场（義大利語：Piazza del Popolo）是意大利罗马的一个广场，得名于广场东北角圣玛利亚教堂后面的白杨树（拉丁语：populus）。此处的人民门即罗马城墙的弗拉米尼亚门（北门）。人民广场是弗拉米尼亚路的起点，该路通往弗拉米尼亚（今里米尼），是通往北方最重要的道路。在铁路时代以前，此处是旅行者抵达罗马时首先看到的景色。数百年间，人民广场是公开执行死刑的地方，最后一次是在1826年。 
人民广场上有两座极为相似的教堂比邻而立：奇迹圣母堂和圣山圣母堂，北面不远有人民圣母教堂。

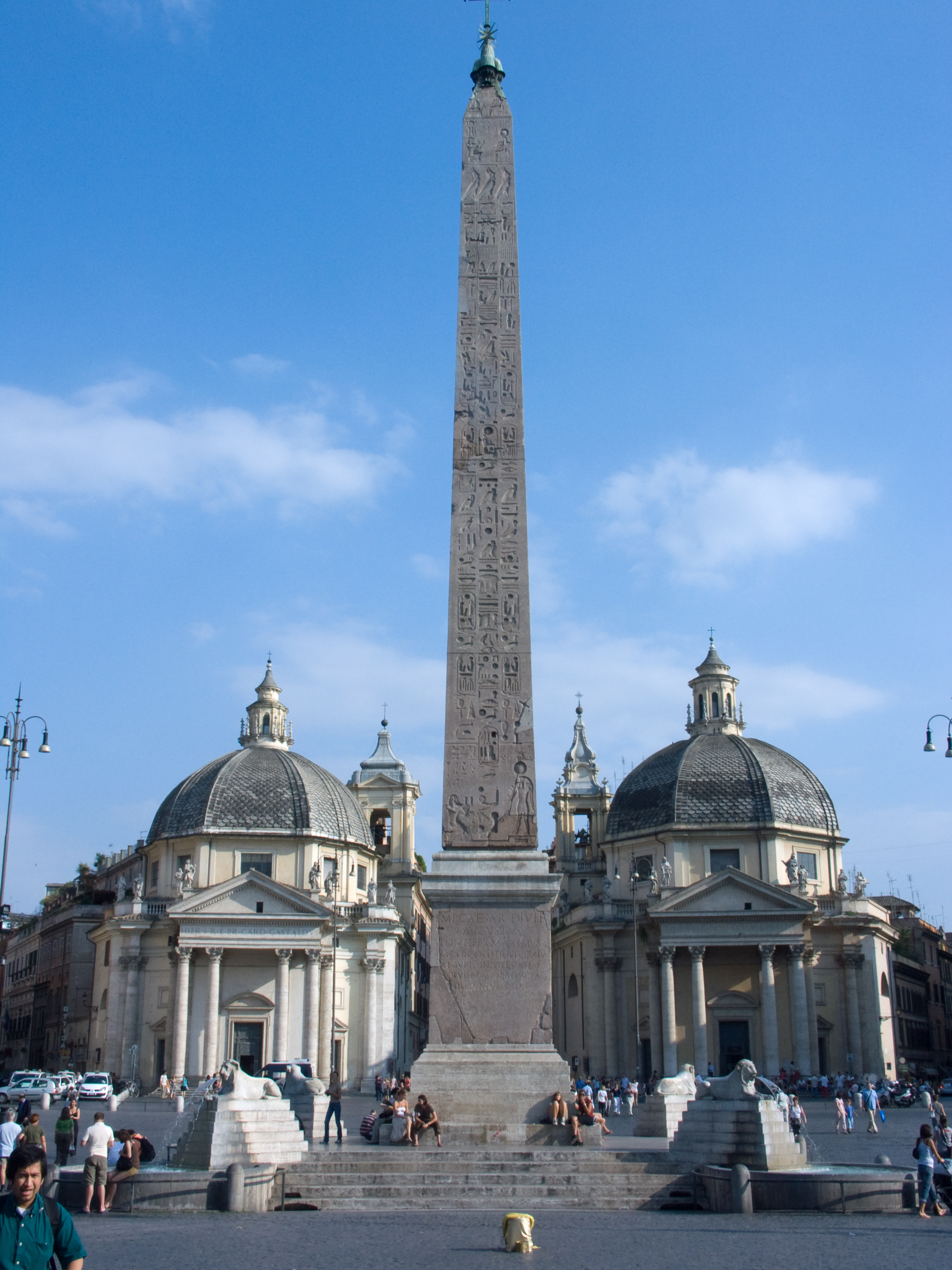
广场中心的埃及方尖碑

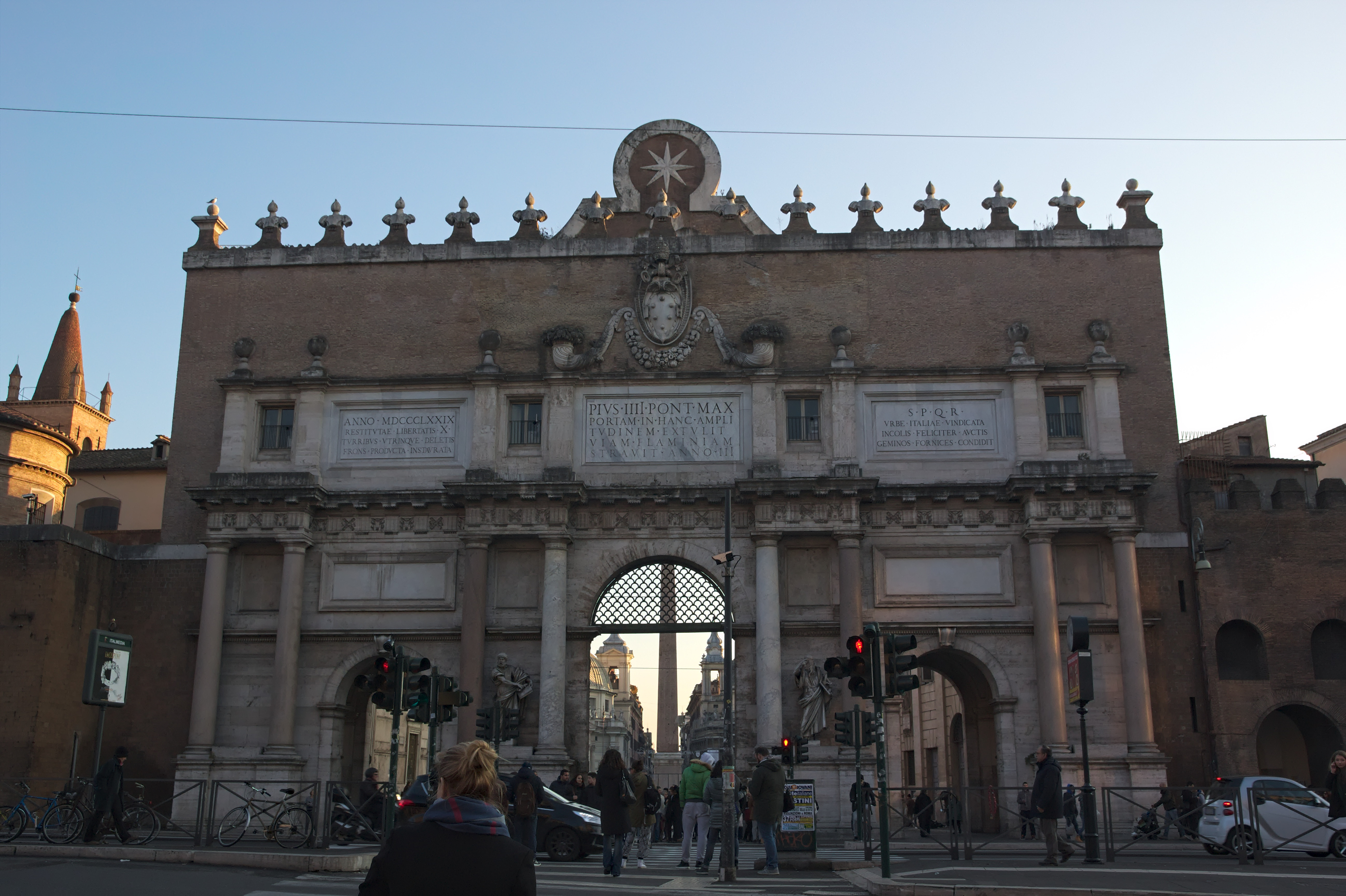
弗拉米尼亚门

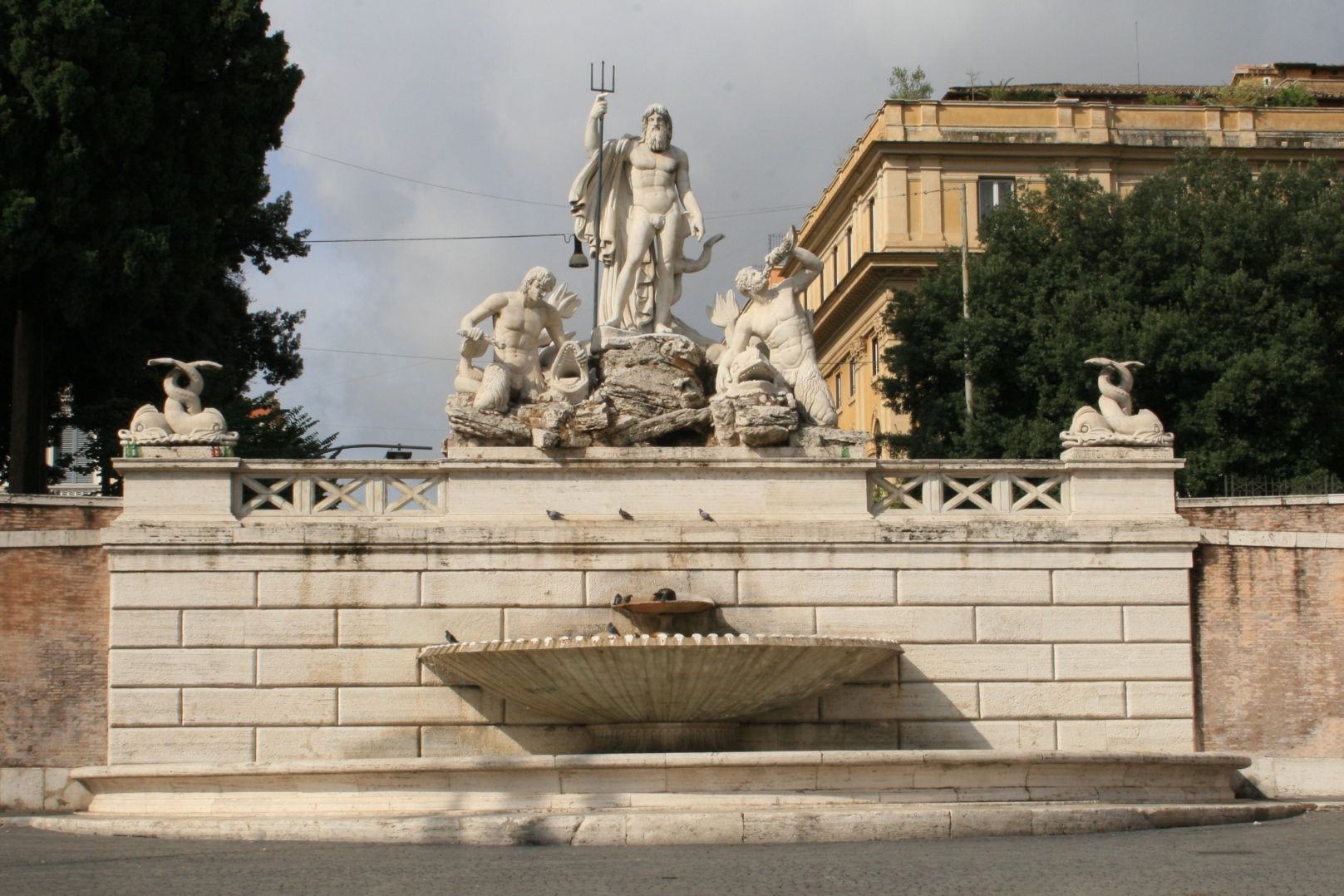
海神噴泉.

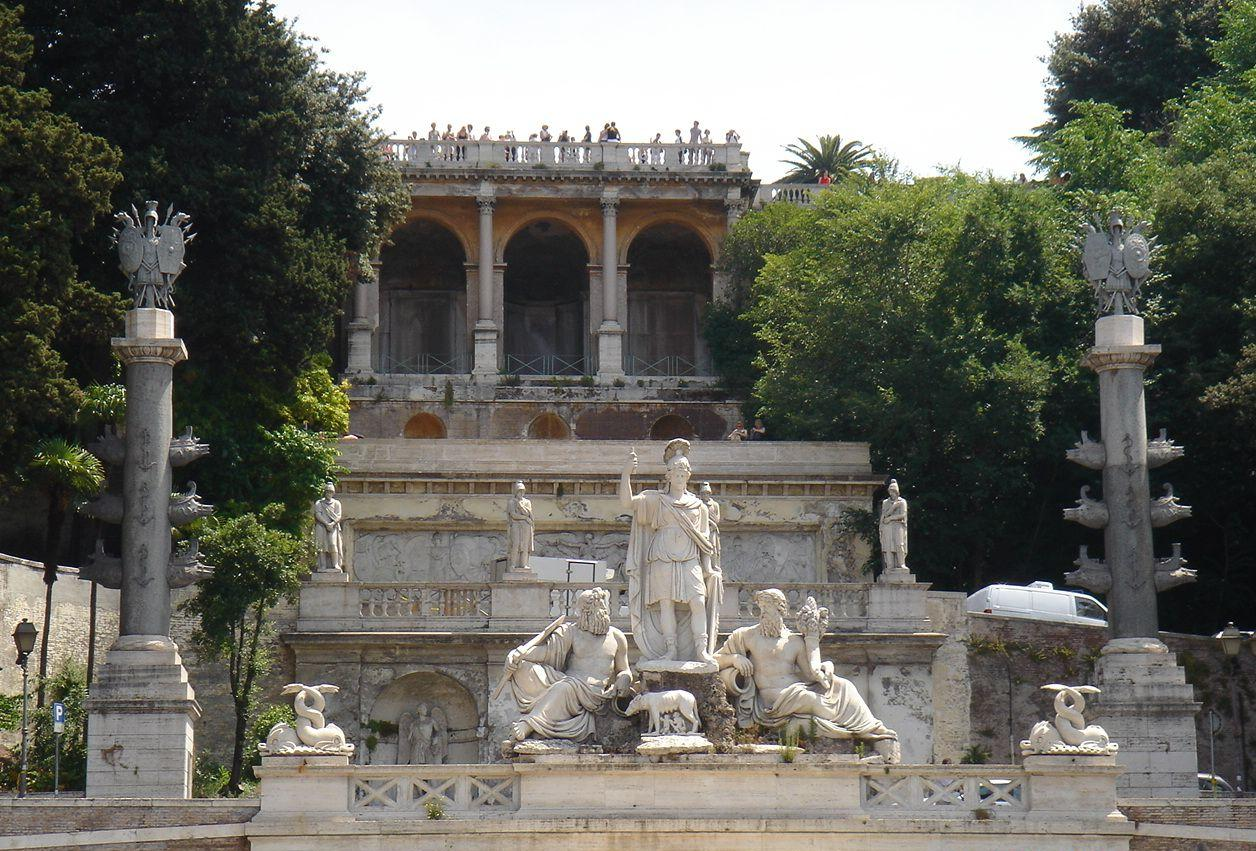
从人民广场到东面平西歐山丘的台阶